# Tore Sagen
Tore Sagen, född 7 november 1980 i Oslo är en norsk skådespelare, komiker och mediepersonlighet. Han har medverkat i radioprogram som Holger Nielsens Metode, Onkel Happy och Kyrre på NRK P3. Han är en del av trion i Radioresepsjonen tillsammans med Steinar Sagen och Bjarte Tjøstheim, som har hållit på sedan 2006.
Under den perioden gjorde han också en liten webb-TV-serie kallad «Tores knuteskole» som bara visades på NRK:s webbsidor kring årsskiftet 2009–2010. Han står också bakom «Tores spikkeskole» år 2012. Sagen har också haft en röst i NRK:s TV-program Showbiz och varit gäst i programmet Trygdekontoret. Hösten 2010 kom han med i TV med ett nytt program kallat Radioresepsjonen på TV, tillsammans med sina kompanjoner från Radioresepsjonen, Bjarte Tjøstheim och Steinar Sagen.
Tore Sagen är bror till Steinar Sagen och växte upp i Holmlia i Oslo. Han gick på Holmlia ungdomsskole och Nordstrand videregående skole, och var med i Nordstrandrevyen under två år som ljustekniker. Han skulle ursprungligen börja studera på Universitetet i Oslo, men avbröt det när han fick jobb som redaktionsassistent på NRK P3. Han fick sitt första reporterjobb i programmet Holger Nielsens metode. Samtidigt började han på en utbildning vid Westerdals Reklameskole, men avbröt den när han fick fast anställning som producent på radioprogrammet Kyrre (med Kyrre Holm Johannessen).
Sagen är gift med Live Nelvik som är känd från Farmen, P3 Gull, P3morgen, Dama til och Lørdagsrådet.

## Filmografi

### Som skådespelare
- 2010 Keeper'n til Liverpool (Bror)
- 2011 Hjelp, vi er i filmbransjen! (Barista)
- 2012 Mer eller mindre mann (Henning)
- 2013 Side om side (Frode Pedersen)